# Pecivo
Pecivo je vrsta kruha koje se izrađuje se od različitih tipova brašna. Najčešće se priprema od dizanog tijesta i pšeničnog brašna, ovalnog ili pletenog oblika. Često je posuto solju, makom, kimom ili sezamom. 

## Priprema
- Proces pripreme
- 1/9
- 2/9
- 3/9
- 4/9
- 5/9
- 6/9
- 7/9
- 8/9
- 9/9

## Vanjske poveznice
- Pecivo na Curlie
- Recept za brzo pripravljeno pecivo na Rezepte-Wiki  Arhivirana inačica izvorne stranice od 21. veljače 2011. (Wayback Machine) (njem.)